# William Davies (Drehbuchautor)
William „Will“ Davies (* 20. Jahrhundert) ist ein britischer Filmproduzent und Drehbuchautor.

## Leben
William Davies ist der Bruder des Fernsehproduzenten Michael Davies und der Opernsängerin Rebecca de Pont Davies. Er schloss 1979 die Mercersburg Academy ab.
In den späten 1980er-Jahren begann Davies an Drehbüchern für Filmkomödien mitzuschreiben. So arbeitete er zusammen mit William Osborne unter anderem an den Filmen Die Herzensbrecher von der letzten Bank (1987), Twins – Zwillinge (1988), Stop! Oder meine Mami schießt! (1992), Karen McCoy – Die Katze (1993) und Dr. Jekyll und Ms. Hyde (1995). 1993 erhielt er zusammen mit Osborne und Blake Snyder für Stop! Oder meine Mami schießt! die Goldene Himbeere für das schlechteste Drehbuch. 2002 schrieb er erstmals allein das Drehbuch für den Actionfilm Ignition – Tödliche Zündung. Im Anschluss widmete sich Davies wieder den Filmkomödien, wie Johnny English – Der Spion, der es versiebte (2003) und dessen Fortsetzung Johnny English – Jetzt erst recht! (2011).
Auch für Animationsfilme wie 2006 Flutsch und weg, 2010 Drachenzähmen leicht gemacht und 2011 Der gestiefelte Kater schrieb er das Drehbuch. Für Flutsch und weg gewann er zusammen mit Dick Clement, Ian La Frenais Christopher Lloyd und Joe Keenan den Annie Award in der Kategorie Writing in a Feature Production. Auch für Drachenzähmen leicht gemacht gewann er zusammen mit Dean DeBlois und Chris Sanders den Annie Award in derselben Kategorie. Außerdem waren die drei 2011 für den Hugo Award in der Kategorie Best Dramatic Presentation (Long Form) nominiert.

## Filmografie (Auswahl)
Als Drehbuchautor
- 1987: Die Herzensbrecher von der letzten Bank (Student Exchange)
- 1988: Twins – Zwillinge (Twins)
- 1992: Stop! Oder meine Mami schießt! (Stop! Or My Mom Will Shoot)
- 1993: Karen McCoy – Die Katze (The Real McCoy)
- 1993: mit William Osborne: Der Killer im System (Ghost in the Machine)
- 1994: Bermuda Cops (Bermuda Grace, Fernsehfilm)
- 1995: Dr. Jekyll und Ms. Hyde (Dr. Jekyll and Ms. Hyde)
- 1998: Ghost Cop (Fernsehserie, Folge 1x01)
- 2000: Schuldig – Ein mörderischer Auftrag
- 2002: Ignition – Tödliche Zündung (Ignition)
- 2003: Johnny English – Der Spion, der es versiebte (Johnny English)
- 2006: Alien Autopsy – Das All zu Gast bei Freunden (Alien Autopsy)
- 2006: Flutsch und weg (Flushed Away)
- 2010: Drachenzähmen leicht gemacht (How to Train Your Dragon)
- 2011: Johnny English – Jetzt erst recht! (Johnny English Reborn)
- 2011: Der gestiefelte Kater (Puss in Boots)
- 2018: Johnny English – Man lebt nur dreimal (Johnny English Strikes Again)
- 2018: Mia und der weiße Löwe (Mia et le lion blanc)
- 2022: Man vs. Bee[5]
- 2022: Lyle – Mein Freund, das Krokodil (Lyle, Lyle, Crocodile)

Als Produzent
- 1994: Bermuda Cops (Bermuda Grace, Fernsehfilm)
- 1995: The Last True Action Hero (Dokumentation)
- 2006: Alien Autopsy – Das All zu Gast bei Freunden (Alien Autopsy)